# Fontaines protégées aux monuments historiques en Provence-Alpes-Côte d'Azur
Cet article dresse la liste des fontaines protégées au titre des monuments historiques dans la région de Provence-Alpes-Côte d'Azur.
| Nom                                                  | Commune                | Département             | identifiant Mérimée | Statut                      | date de protection | image |
| ---------------------------------------------------- | ---------------------- | ----------------------- | ------------------- | --------------------------- | ------------------ | ----- |
| fontaine Saint-Michel                                | Forcalquier            | Alpes-de-Haute-Provence | PA00080397          | monument historique classé  | 1910-05-21         |       |
| fontaine de Digne-les-Bains                          | Digne-les-Bains        | Alpes-de-Haute-Provence | PA00080380          | monument historique inscrit | 1927-03-09         |       |
| fontaine de Contes                                   | Contes                 | Alpes-Maritimes         | PA00080713          | monument historique classé  | 1906-11-07         |       |
| fontaine des Tritons                                 | Nice                   | Alpes-Maritimes         | PA00080794          | monument historique classé  | 1920-08-25         |       |
| fontaine de la Foux                                  | Vence                  | Alpes-Maritimes         | PA00080916          | monument historique inscrit | 1948-12-02         |       |
| fontaine du Peyra                                    | Vence                  | Alpes-Maritimes         | PA00080917          | monument historique classé  | 1920-10-05         |       |
| fontaine de Vence                                    | Antibes                | Alpes-Maritimes         | PA00080655          | monument historique inscrit | 1928-03-31         |       |
| fontaine de Saint-Paul-de-Vence                      | Saint-Paul-de-Vence    | Alpes-Maritimes         | PA00080845          | monument historique inscrit | 1932-10-04         |       |
| Fontaine de la Sagesse                               | Grasse                 | Alpes-Maritimes         | PA06000054          | monument historique inscrit | 2019-09-11         |       |
| fontaine publique de Grasse                          | Grasse                 | Alpes-Maritimes         | PA00080731          | monument historique inscrit | 1931-04-17         |       |
| fontaine Carolo Felicerege de La Turbie              | La Turbie              | Alpes-Maritimes         | PA00080893          | monument historique classé  | 1943-05-10         |       |
| fontaine du Cours                                    | Sospel                 | Alpes-Maritimes         | PA00080868          | monument historique inscrit | 1931-01-12         |       |
| fontaine Souta Loggia                                | Sospel                 | Alpes-Maritimes         | PA00080866          | monument historique inscrit | 1949-12-10         |       |
| fontaine circulaire                                  | Sospel                 | Alpes-Maritimes         | PA00080867          | monument historique inscrit | 1949-12-10         |       |
| fontaine de la Cabraïa                               | Sospel                 | Alpes-Maritimes         | PA00080865          | monument historique inscrit | 1939-05-19         |       |
| grande fontaine de Valensole                         | Valensole              | Alpes-de-Haute-Provence | PA00080504          | monument historique classé  | 1962-10-25         |       |
| fontaine de la Colonne                               | Riez                   | Alpes-de-Haute-Provence | PA00080454          | monument historique classé  | 1921-02-23         |       |
| fontaine de Peillon                                  | Peillon                | Alpes-Maritimes         | PA00080815          | monument historique inscrit | 1941-12-22         |       |
| fontaine de Senez                                    | Senez                  | Alpes-de-Haute-Provence | PA00080482          | monument historique inscrit | 1930-01-09         |       |
| fontaine de Sigale                                   | Sigale                 | Alpes-Maritimes         | PA00080860          | monument historique inscrit | 1927-02-28         |       |
| fontaine des Augustins                               | Aix-en-Provence        | Bouches-du-Rhône        | PA00081003          | monument historique inscrit | 1949-11-16         |       |
| fontaine des Bagniers                                | Aix-en-Provence        | Bouches-du-Rhône        | PA00081004          | monument historique inscrit | 1949-11-16         |       |
| fontaine de la Mule Noire                            | Aix-en-Provence        | Bouches-du-Rhône        | PA00081005          | monument historique inscrit | 1949-11-16         |       |
| fontaine des Quatre-Dauphins                         | Aix-en-Provence        | Bouches-du-Rhône        | PA00081008          | monument historique classé  | 1905-11-20         |       |
| fontaine des Prêcheurs                               | Aix-en-Provence        | Bouches-du-Rhône        | PA00081007          | monument historique classé  | 1905-11-20         |       |
| fontaine des Tanneurs                                | Aix-en-Provence        | Bouches-du-Rhône        | PA00081009          | monument historique inscrit | 1949-11-16         |       |
| fontaine de l'hôtel de Valori                        | Aix-en-Provence        | Bouches-du-Rhône        | PA00081011          | monument historique inscrit | 1929-01-15         |       |
| fontaine de la place de l'Hôtel-de-Ville             | Aix-en-Provence        | Bouches-du-Rhône        | PA00081010          | monument historique classé  | 1905-11-20         |       |
| fontaine du cours Sextius                            | Aix-en-Provence        | Bouches-du-Rhône        | PA00081012          | monument historique inscrit | 1929-01-15         |       |
| fontaine des Neuf-Canons                             | Aix-en-Provence        | Bouches-du-Rhône        | PA00081006          | monument historique inscrit | 1929-01-15         |       |
| fontaine de la rue de l'Abreuvoir                    | Besse-sur-Issole       | Var                     | PA00081543          | monument historique inscrit | 1941-09-24         |       |
| fontaine de la place de la Mairie                    | Besse-sur-Issole       | Var                     | PA00081544          | monument historique inscrit | 1941-12-22         |       |
| fontaine de Méounes-lès-Montrieux                    | Méounes-lès-Montrieux  | Var                     | PA00081679          | monument historique inscrit | 1949-11-16         |       |
| fontaine du lavoir                                   | Cotignac               | Var                     | PA00081584          | monument historique inscrit | 1948-12-02         |       |
| fontaine des Quatre-Saisons                          | Cotignac               | Var                     | PA00081585          | monument historique inscrit | 1949-11-16         |       |
| fontaine de Lorgues                                  | Lorgues                | Var                     | PA00081673          | monument historique inscrit | 1926-02-24         |       |
| fontaine de Signes                                   | Signes                 | Var                     | PA00081739          | monument historique inscrit | 1926-02-24         |       |
| fontaine, avenue Victor-Hugo                         | Cassis                 | Bouches-du-Rhône        | PA00081235          | monument historique inscrit | 1931-01-12         |       |
| fontaine de Bargemon                                 | Bargemon               | Var                     | PA00081536          | monument historique classé  | 1945-07-12         |       |
| fontaine de Trans-en-Provence                        | Trans-en-Provence      | Var                     | PA00081769          | monument historique inscrit | 1926-02-24         |       |
| fontaine couverte d'Avignon                          | Avignon                | Vaucluse                | PA00081835          | monument historique inscrit | 1952-09-18         |       |
| fontaine de Tourves                                  | Tourves                | Var                     | PA00081765          | monument historique inscrit | 1926-02-24         |       |
| fontaine publique                                    | Eyguières              | Bouches-du-Rhône        | PA00081253          | monument historique classé  | 1923-06-16         |       |
| fontaine Saint-Jean de La Cadière-d'Azur             | La Cadière-d'Azur      | Var                     | PA00081565          | monument historique inscrit | 1975-06-10         |       |
| fontaine de Caromb                                   | Caromb                 | Vaucluse                | PA00081994          | monument historique inscrit | 1927-05-20         |       |
| fontaine du Pélican de Pélissanne                    | Pélissanne             | Bouches-du-Rhône        | PA00081401          | monument historique classé  | 1942-01-19         |       |
| fontaine de Saint-Didier                             | Saint-Didier           | Vaucluse                | PA00082149          | monument historique inscrit | 1949-10-28         |       |
| fontaine des Mascarons                               | Séguret                | Vaucluse                | PA00082164          | monument historique classé  | 1984-12-21         |       |
| fontaine de Pourrières                               | Pourrières             | Var                     | PA00081693          | monument historique inscrit | 1926-02-24         |       |
| fontaine des Soupirs de Briançon                     | Briançon               | Hautes-Alpes            | PA00080530          | monument historique inscrit | 1930-03-18         |       |
| fontaine, place Saint-Marcellin                      | Embrun                 | Hautes-Alpes            | PA00080557          | monument historique inscrit | 1930-10-11         |       |
| fontaine, rue Pierre-et-Marie-Curie                  | Embrun                 | Hautes-Alpes            | PA00080560          | monument historique inscrit | 1927-03-19         |       |
| fontaine, place Eugène-Berthelon                     | Embrun                 | Hautes-Alpes            | PA00080558          | monument historique inscrit | 1948-11-29         |       |
| fontaine, rue de la Liberté                          | Embrun                 | Hautes-Alpes            | PA00080559          | monument historique inscrit | 1948-11-29         |       |
| fontaine publique de Saint-Saturnin-lès-Apt          | Saint-Saturnin-lès-Apt | Vaucluse                | PA00082152          | monument historique inscrit | 1932-10-04         |       |
| fontaine de Chorges                                  | Chorges                | Hautes-Alpes            | PA00080551          | monument historique inscrit | 1930-10-11         |       |
| fontaine de Flayosc                                  | Flayosc                | Var                     | PA00081601          | monument historique inscrit | 1926-01-27         |       |
| fontaine de Salernes                                 | Salernes               | Var                     | PA00081730          | monument historique inscrit | 1926-02-24         |       |
| Fontaine de la Bouquerie                             | Carpentras             | Vaucluse                | PA00082004          | monument historique inscrit | 1949-10-28         |       |
| fontaine publique d'Orange                           | Orange                 | Vaucluse                | PA00082101          | monument historique classé  | 1920-06-22         |       |
| fontaine Bellecroix                                  | Courthézon             | Vaucluse                | PA00082031          | monument historique inscrit | 1976-04-27         |       |
| fontaine de Cucuron                                  | Cucuron                | Vaucluse                | PA00082037          | monument historique inscrit | 1949-10-28         |       |
| fontaine de Beaumes-de-Venise                        | Beaumes-de-Venise      | Vaucluse                | PA00081962          | monument historique inscrit | 1933-04-13         |       |
| fontaine des Augustins                               | Pernes-les-Fontaines   | Vaucluse                | PA00082114          | monument historique inscrit | 1928-09-29         |       |
| fontaine de l'Hôtel de ville de Pernes-les-Fontaines | Pernes-les-Fontaines   | Vaucluse                | PA00082117          | monument historique inscrit | 1928-09-29         |       |
| fontaine du Pélican de Pernes-les-Fontaines          | Pernes-les-Fontaines   | Vaucluse                | PA00082118          | monument historique classé  | 1911-10-14         |       |
| fontaine du Gigot                                    | Pernes-les-Fontaines   | Vaucluse                | PA00082115          | monument historique inscrit | 1928-09-29         |       |
| fontaine de l'Hôpital                                | Pernes-les-Fontaines   | Vaucluse                | PA00082116          | monument historique inscrit | 1928-09-29         |       |
| fontaine de la Porte-Neuve                           | Pernes-les-Fontaines   | Vaucluse                | PA00082119          | monument historique inscrit | 1928-09-29         |       |
| fontaine Reboul                                      | Pernes-les-Fontaines   | Vaucluse                | PA00082120          | monument historique inscrit | 1928-09-29         |       |
| fontaine publique de Lourmarin                       | Lourmarin              | Vaucluse                | PA00082067          | monument historique classé  | 1914-07-22         |       |
| fontaine de la Grand-Porte                           | Malemort-du-Comtat     | Vaucluse                | PA00082071          | monument historique inscrit | 1949-10-28         |       |